# Copa Libertadores 1997
Die Copa Libertadores 1997 war die 38. Auflage des wichtigsten südamerikanischen Fußballwettbewerbs für Vereinsmannschaften. Es nahmen 21 Mannschaften teil, darunter jeweils die Landesmeister der CONMEBOL-Länder und die Zweiten. Das Teilnehmerfeld komplettierte Titelverteidiger River Plate. Das Turnier begann am 19. Februar und endete am 13. August 1997 mit dem Final-Rückspiel. Der brasilianische Vertreter Cruzeiro Belo Horizonte gewann das Finale gegen Sporting Cristal und damit zum zweiten Mal die Copa Libertadores.

## Gruppenphase

### Gruppe 1
| Pl. | Verein             | Sp. | S | U | N | Tore    | Diff. | Punkte |
| --- | ------------------ | --- | - | - | - | ------- | ----- | ------ |
| 1.  | Club Bolívar       | 6   | 3 | 1 | 2 | 015:100 | +5    | 07     |
| 2.  | Oriente Petrolero  | 6   | 2 | 2 | 2 | 009:100 | −1    | 06     |
| 3.  | Club Guaraní       | 6   | 2 | 2 | 2 | 008:110 | −3    | 06     |
| 4.  | Club Cerro Porteño | 6   | 2 | 1 | 3 | 007:800 | −1    | 05     |

|                   |   |                    | Hinspiel | Rückspiel |
| ----------------- | - | ------------------ | -------- | --------- |
| Club Guaraní      | - | Club Cerro Porteño | 1:0      | 2:2       |
| Oriente Petrolero | - | Club Bolívar       | 0:4      | 3:3       |
| Oriente Petrolero | - | Club Guaraní       | 4:1      | 0:0       |
| Club Bolívar      | - | Club Guaraní       | 4:1      | 1:3       |
| Oriente Petrolero | - | Club Cerro Porteño | 1:0      | 1:2       |
| Club Bolívar      | - | Club Cerro Porteño | 3:1      | 0:2       |

### Gruppe 2
| Pl. | Verein             | Sp. | S | U | N | Tore    | Diff. | Punkte |
| --- | ------------------ | --- | - | - | - | ------- | ----- | ------ |
| 1.  | CA Vélez Sársfield | 6   | 4 | 1 | 1 | 010:500 | +5    | 09     |
| 2.  | CD El Nacional     | 6   | 3 | 0 | 3 | 005:700 | −2    | 06     |
| 3.  | Racing Club        | 6   | 2 | 1 | 3 | 007:700 | ±0    | 05     |
| 4.  | Emelec Guayaquil   | 6   | 1 | 2 | 3 | 007:100 | −3    | 04     |

|                  |   |                    | Hinspiel | Rückspiel |
| ---------------- | - | ------------------ | -------- | --------- |
| Emelec Guayaquil | - | CD El Nacional     | 2:1      | 0:1       |
| Racing Club      | - | CA Vélez Sársfield | 1:2      | 0:1       |
| CD El Nacional   | - | CA Vélez Sársfield | 1:0      | 0:3       |
| Emelec Guayaquil | - | Racing Club        | 2:2      | 0:2       |
| CD El Nacional   | - | Racing Club        | 2:0      | 0:2       |
| Emelec Guayaquil | - | CA Vélez Sársfield | 2:3      | 1:1       |

### Gruppe 3
| Pl. | Verein                  | Sp. | S | U | N | Tore    | Diff. | Punkte |
| --- | ----------------------- | --- | - | - | - | ------- | ----- | ------ |
| 1.  | CSD Colo-Colo           | 6   | 5 | 1 | 0 | 012:400 | +8    | 11     |
| 2.  | CD Universidad Católica | 6   | 2 | 2 | 2 | 015:600 | +9    | 06     |
| 3.  | AC Minervén FC          | 6   | 2 | 1 | 3 | 003:900 | −6    | 05     |
| 4.  | AC Mineros de Guayana   | 6   | 0 | 2 | 4 | 002:130 | −11   | 02     |

|                         |   |                       | Hinspiel | Rückspiel |
| ----------------------- | - | --------------------- | -------- | --------- |
| AC Mineros de Guayana   | - | AC Minervén FC        | 0:0      | 0:1       |
| CD Universidad Católica | - | CSD Colo-Colo         | 2:2      | 0:2       |
| CD Universidad Católica | - | AC Mineros de Guayana | 6:0      | 1:1       |
| CSD Colo-Colo           | - | AC Mineros de Guayana | 1:0      | 4:1       |
| CD Universidad Católica | - | AC Minervén FC        | 6:0      | 0:1       |
| CSD Colo-Colo           | - | AC Minervén FC        | 1:0      | 2:1       |

### Gruppe 4
| Pl. | Verein                  | Sp. | S | U | N | Tore    | Diff. | Punkte |
| --- | ----------------------- | --- | - | - | - | ------- | ----- | ------ |
| 1.  | Grêmio Porto Alegre     | 6   | 4 | 0 | 2 | 010:300 | +7    | 08     |
| 2.  | Cruzeiro Belo Horizonte | 6   | 3 | 0 | 3 | 006:500 | +1    | 06     |
| 3.  | Sporting Cristal        | 6   | 2 | 2 | 2 | 004:500 | −1    | 06     |
| 4.  | Alianza Lima            | 6   | 1 | 2 | 3 | 002:900 | −7    | 04     |

|                  |   |              | Hinspiel | Rückspiel |
| ---------------- | - | ------------ | -------- | --------- |
| Cruzeiro         | - | Grêmio       | 1:2      | 1:0       |
| Sporting Cristal | - | Alianza Lima | 0:0      | 1:1       |
| Alianza Lima     | - | Cruzeiro     | 1:0      | 0:2       |
| Sporting Cristal | - | Cruzeiro     | 1:0      | 1:2       |
| Alianza Lima     | - | Grêmio       | 0:4      | 1:2       |
| Sporting Cristal | - | Grêmio       | 1:0      | 0:2       |

### Gruppe 5
| Pl. | Verein                | Sp. | S | U | N | Tore    | Diff. | Punkte |
| --- | --------------------- | --- | - | - | - | ------- | ----- | ------ |
| 1.  | Club Atlético Peñarol | 6   | 4 | 0 | 2 | 012:100 | +2    | 08     |
| 2.  | CD Los Millonarios    | 6   | 3 | 1 | 2 | 010:800 | +2    | 07     |
| 3.  | Nacional Montevideo   | 6   | 2 | 1 | 3 | 006:900 | −3    | 05     |
| 4.  | Deportivo Cali        | 6   | 1 | 2 | 3 | 009:100 | −1    | 04     |

|                       |   |                       | Hinspiel | Rückspiel |
| --------------------- | - | --------------------- | -------- | --------- |
| Deportivo Cali        | - | CD Los Millonarios    | 1:2      | 2:2       |
| Nacional Montevideo   | - | Club Atlético Peñarol | 1:4      | 2:0       |
| Nacional Montevideo   | - | CD Los Millonarios    | 1:2      | 0:2       |
| Club Atlético Peñarol | - | CD Los Millonarios    | 2:1      | 2:1       |
| Deportivo Cali        | - | Club Atlético Peñarol | 2:0      | 3:4       |
| Deportivo Cali        | - | Nacional Montevideo   | 0:1      | 1:1       |

## Achtelfinale
|                         | Gesamt          |                         | Hinspiel | Rückspiel |
| ----------------------- | --------------- | ----------------------- | -------- | --------- |
| Racing Club             | 4:4 (5:3 i. E.) | River Plate             | 3:3      | 1:1       |
| Sporting Cristal        | 1:0             | CA Vélez Sársfield      | 0:0      | 1:0       |
| Club Guaraní            | 3:3 (1:2 i. E.) | Grêmio Porto Alegre     | 2:1      | 1:2       |
| AC Minervén FC          | 1:8             | Club Bolívar            | 1:1      | 0:7       |
| CD Los Millonarios      | 3:3 (2:3 i. E.) | Club Atlético Peñarol   | 2:0      | 1:3       |
| CD Universidad Católica | 9:1             | Oriente Petrolero       | 4:0      | 5:1       |
| Nacional Montevideo     | 3:4             | CSD Colo-Colo           | 1:3      | 2:1       |
| CD El Nacional          | 2:2 (3:5 i. E.) | Cruzeiro Belo Horizonte | 1:0      | 1:2       |

## Viertelfinale
|                         | Gesamt          |                     | Hinspiel | Rückspiel |
| ----------------------- | --------------- | ------------------- | -------- | --------- |
| Club Bolívar            | 2:4             | Sporting Cristal    | 2:1      | 0:3       |
| CD Universidad Católica | 3:4             | CSD Colo-Colo       | 2:1      | 1:3       |
| Cruzeiro Belo Horizonte | 3:2             | Grêmio Porto Alegre | 2:0      | 1:2       |
| Club Atlético Peñarol   | 1:1 (2:3 i. E.) | Racing Club         | 1:0      | 0:1       |

## Halbfinale
|                         | Gesamt          |                  | Hinspiel | Rückspiel |
| ----------------------- | --------------- | ---------------- | -------- | --------- |
| Cruzeiro Belo Horizonte | 3:3 (4:1 i. E.) | Colo-Colo        | 1:0      | 2:3       |
| Racing Club             | 4:6             | Sporting Cristal | 3:2      | 1:4       |

## Finale

### Hinspiel
| Sporting Cristal                                | Sporting Cristal | Cruzeiro Belo Horizonte | Cruzeiro Belo Horizonte |
| ----------------------------------------------- | --- | --- | ----------------------- |
| Sporting Cristal                                | \| 6. August 1997 in Lima, Peru (Estadio Nacional) \| \| Ergebnis: 0:0 \| \| Schiedsrichter: Byron Moreno ( Ecuador) \| | \| 6. August 1997 in Lima, Peru (Estadio Nacional) \| \| Ergebnis: 0:0 \| \| Schiedsrichter: Byron Moreno ( Ecuador) \|                                                        | Cruzeiro Belo Horizonte |
| Sporting Cristal                                | Julio Balerio – Manuel Marengo, César Rebosio (Erick Torres), Marcelo Asteggiano, Martin Vasquez (Andrés Mendoza) – Jorge Soto, Pedro Garay, Alfredo Carmona (Alex Magallanes), Nolberto Solano – Luis Alberto Bonnet, Julinho Cheftrainer: Sergio Markarián | Dida – Vítor, Gélson Baresi, Wilson Gottardo, Nonato – Donizete Oliveira, Fabinho, Ricardinho, Palhinha (Tico) – Cleisson, Marcelo Ramos (Da Silva) Cheftrainer: Paulo Autuori | Cruzeiro Belo Horizonte |
| 6. August 1997 in Lima, Peru (Estadio Nacional) | | |                         |
| Ergebnis: 0:0                                   | | |                         |
| Schiedsrichter: Byron Moreno ( Ecuador)         | | |                         |

### Rückspiel
| Cruzeiro Belo Horizonte                                 | Cruzeiro Belo Horizonte | Sporting Cristal | Sporting Cristal |
| ------------------------------------------------------- | --- | --- | ---------------- |
| Cruzeiro Belo Horizonte                                 | \| 13. August 1997 in Belo Horizonte, Brasilien (Mineirão) \| \| Ergebnis: 1:0 (0:0) \| \| Zuschauer: 96.000 \| \| Schiedsrichter: Júlio Matto ( Uruguay) \|                 | \| 13. August 1997 in Belo Horizonte, Brasilien (Mineirão) \| \| Ergebnis: 1:0 (0:0) \| \| Zuschauer: 96.000 \| \| Schiedsrichter: Júlio Matto ( Uruguay) \| | Sporting Cristal |
| Cruzeiro Belo Horizonte                                 | Dida – Vítor, Gélson Baresi, Wilson Gottardo, Nonato – Donizete Oliveira, Fabinho, Ricardinho (71. Da Silva), Palhinha – Marcelo Ramos, Elivélton Cheftrainer: Paulo Autuori | Julio Balerio – Manuel Marengo, Julio César Rivera, Marcelo Asteggiano – Nolberto Solano, Jorge Soto, Erick Torres (73. Jorge Serrano), Pedro Garay, Prince Koranteng Amoako (56. Alfredo Carmona) – Luis Alberto Bonnet (85. Ismael Habrahamshon), Julinho Cheftrainer: Sergio Markarián | Sporting Cristal |
| Cruzeiro Belo Horizonte                                 | 1:0 Elivélton (75.) | | Sporting Cristal |
| 13. August 1997 in Belo Horizonte, Brasilien (Mineirão) | | |                  |
| Ergebnis: 1:0 (0:0)                                     | | |                  |
| Zuschauer: 96.000                                       | | |                  |
| Schiedsrichter: Júlio Matto ( Uruguay)                  | | |                  |